# OFC Futsal Champions League
La OFC Futsal Champions League è l'unica competizione continentale di calcio a 5 per club organizzata dalla OFC. È riservata alle squadre vincitrici dei rispettivi campionati nazionali.

## Albo d'oro
| Stagione | Sede                      | Campione | Risultato | Secondo posto | Terzo posto | Risultato | Quarto posto |
| -------- | ------------------------- | -------- | --------- | ------------- | ----------- | --------- | ------------ |
| 2019     | Auckland                  | Kooline  | 7 - 5     | PTT Noumea    | AFF         | 7 - 0     | Pirae        |
| 2020     | non conosciuta (bandiera) |          | -         |               |             | -         |              |

## Statistiche

### Club
| Titoli | Squadra | Anni |
| ------ | ------- | ---- |
| 1      | Kooline | 2019 |

### Vittorie per nazione
| Titoli | Nazione        | Squadre     |
| ------ | -------------- | ----------- |
| 1      | Isole Salomone | Kooline (1) |